# Viktória Chladoňová
Viktória Chladoňová (* 15. November 2006 in Soblahov) ist eine slowakische Radsportlerin, die sowohl im Straßenradsport, im Mountainbikesport als auch im Cyclocross aktiv ist.

## Karriere
In der Saison 2022/23 startete Chladoňová in ihre erste Junioren- und Erwachsenensaison im Cyclocross. So nahm sie unter anderem am 9. November beim Grand Prix in der slowakischen Gemeinde Podbrezová im Erwachsenenbereich teil und konnte den Titel gewinnen. Daraufhin nahm sie am 23. November in der tschechischen Gemeinde Tábor am UCI-Cyclocross-Weltcup teil und belegte im Junioren-Rennen den zweiten Platz. Bei der am 4. Dezember 2022 ausgetragenen slowakischen Meisterschaft sicherte sich Chladoňová als Juniorin den slowakischen Meistertitel in der Elite. In der Saison 2023 nahm sie dann auch bei Wettbewerben auf der Straße teil und ging zum Beispiel beim Juniorenrennen Tour du Gévaudan Occitanie femmes im Trikot des slowakischen Nationalteams an den Start. Auf nationaler Ebene wurde sie Vizemeisterin im Einzelzeitfahren und Straßenrennen der Junioren. Auf dem Mountainbike wurde sie tschechische Junioren-Meisterin im Cross-Country.
In der Cyclocross-Saison 2023/24 konnte Chladoňová am 25. November 2023 ihren slowakischen Meistertitel erfolgreich verteidigen. Im Weltcup gehörte sie mit Célia Gery und Cat Ferguson zu den drei Besten und wurde am Ende im Weltcup, bei Welt- und Europameisterschaften jeweils Dritte. Auf der Straße wurde sie 2024 im UCI Women Junior Nations’ Cup bei der Tour du Gévaudan Occitanie femmes Zweite der Gesamtwertung. Zudem erzielte sie zahlreiche Erfolge bei verschiedenen Rennen des nationalen Kalenders.
Im September 2024 wurde bekannt gegeben, dass sie einen Vertrag über drei Jahre beim Visma–Lease a Bike unterschrieben hat. Sie begründet ihre Entscheidung auch damit, dass ihr dort die Möglichkeit gegeben wird, ihre Lieblingsdisziplin Cyclocross mit dem Straßenradsport zu kombinieren. Am 21. Dezember 2024 wurde sie vom Slovenský zväz cyklistiky (deutsch: „slowakischer Radsportverband“) mit dem Zlatý pedál (deutsch: „goldenes Pedal“) ausgezeichnet und setzte sich dabei gegen Martin Svrček und Lukáš Kubiš durch. Zudem belegte sie auch in den Kategorien Cyclocross, Cross-Country und Straßenradsport den ersten Platz.

## Erfolge

### Cyclocross
2022/2023
- Slowakische Meisterin – Cyclocross

2023/2024
- Slowakische Meisterin – Cyclocross
- Cyclocross-Weltmeisterschaften (Junioren)
- Cyclocross-Europameisterschaften (Junioren)
- Junioren-Weltcup – Sieg in Hoogerheide

2024/2025
- Slowakische Meisterin – Cyclocross

### MTB
2023
- Slowakische Meisterin (Junioren) – Cross-Country XCO

2024
- Weltmeisterin (Junioren) – Cross-Country XCO
- Slowakische Meisterin (Junioren) – Cross-Country XCO

### Straße
2024
- Slowakische Meisterin – Einzelzeitfahren, Straßenrennen (Junioren)
- Bergwertung Tour du Gévaudan Occitanie femmes
- Ladies Race Slovakia
- Europameisterschaften – Einzelzeitfahren (Junioren)
- Weltmeisterschaften – Einzelzeitfahren (Junioren)
- Weltmeisterschaften – Straßenrennen (Junioren)

2025
- Nachwuchswertung Tour of Norway